# Jurij Kraft
Jurij Rudolfowycz Kraft, ukr. Юрій Рудольфович Крафт, ros. Юрий Рудольфович Крафт, Jurij Rudolfowicz Kraft (ur. 23 marca 1964 we wsi Zwyniaczyn, w obwodzie czerniowieckim, Ukraińska SRR) – ukraiński piłkarz i trener piłkarski.

## Kariera piłkarska
Występował w drużynie amatorskiej Hrawiton Czerniowce.

## Kariera trenerska
Po zakończeniu kariery piłkarza rozpoczął pracę szkoleniowca. Trenował amatorskie zespoły Mebelnyk Czerniowce, Kołos Nowosełycia i Pidhirja Storożyniec. Pracował w sztabie szkoleniowym klubu Bukowyna Czerniowce, a od lipca do końca 2003 prowadził razem z Jurijem Szełepnyckim zespół z Czerniowiec. Również pracował w Szkole Piłkarskiej Bukowyna Czerniowce. W 2007 jako główny trener FK Łużany zdobył Amatorski Puchar Ukrainy, a w 2008 mistrzostwo obwodu. Od 2014 do 2016 prowadził również amatorski zespół FK Wołoka. 5 czerwca 2017 został mianowany na pełniącego obowiązki głównego trenera Bukowyny Czerniowce. 22 lipca 2017 podał się do dymisji.